# Magòria
Magòria és un petit barri del districte de Sants-Monjuïc, sense reconeixement administratiu, situat entre la Marina-Zona Franca i la Font de la Guatlla. En marquen els límits: al nord, la Granvia; al sud, el carrer de la Mineria; a l'est, el carrer de Trajà; i a l'oest, la plaça de Cerdà i el passeig de la Zona Franca. El barri no té reconeixement oficial en la delimitació de barris vigent (adoptada el 2006), de manera que el seu territori està dividit: la major part està inclosa a la Marina de Port; l'extrem oriental, a la Font de la Guatlla. Independentment de la sanció oficial, el barri existeix en la consciència popular; hi ha per exemple, l'Associació de Veïns de la Font de la Guatlla-Magòria.

## Panoràmica
El nom del barri prové de la riera de Magòria, que s'iniciava a Sarrià, prop de l'actual estació de Peu del Funicular, i baixava aproximadament pels actuals carrers de Via Augusta, Entença, Josep Tarradellas, Joanot Martorell i Moianès fins a acabar en el carrer de la Mineria.
El barri sorgí entorn de la gran fàbrica de Foment d'Obres i Construccions (1908), que durant molts anys feu de frontera física amb la veïna Font de la Guatlla. El solar d'aquesta fàbrica és actualment el Parc de la Font Florida (1997), compartit amb la Font de la Guatlla.
Magòria es desenvolupà com a barri de barraques, substituïdes als anys trenta per cases barates (d'impulsió oficial) i, posteriorment, per blocs-dormitori típics del desenvolupisme franquista. En les darreres dècades s'han fet esforços per dignificar l'urbanisme del barri i per dotar-lo d'equipaments.
L'immoble més famós del barri és La Campana, seu de Trànsit.

## Altres Magòries
A l'altra banda de la Granvia, ja a la Bordeta, hi ha certs elements urbans que també reben el nom de Magòria, a causa de la riera homònima i no pas del barri: 
- l'antiga estació de la Magòria (avui Centre Cívic Estació de Magòria) i l'actual estació de Magòria-la Campana;
- el gran solar on hi ha l'antic Camp de Futbol de Magòria, i on l'Ajuntament de Barcelona anuncià, pel març del 2018, la futura construcció d'un complex sociosanitari que hauria d'estar a punt per al 2022.[1]

Encara més endins del cor de Sants, en entreguerres l'actual carrer de Joanot Martorell havia dut el nom oficial de riera de Magòria, per motius evidents. Anàlogament, en la divisió administrativa de 1933 un dels barris de Sants, entorn de la plaça del Centre, duia el nom oficial de Magòria.